# Kopyły (Ukraina)
Kopyły (ukr. Копили) – wieś na Ukrainie, obwodzie połtawskim, w rejonie połtawskim, w radzie wiejskiej Tereszky. Leży u zbiegu rzek Worskli i Kołomaku. Przez wieś przebiega linia kolejowa Połtawa–Krasnohrad. Przy wsi biegnie autostrada M03 (trasa europejska E40).
W 1938 w Kopyłach został rozstrzelany przez stalinowskie organy ścigania rosyjski biskup prawosławny Mitrofan.